# Látom a szép eget
A Látom a szép eget egy régi stílusú magyar népdal. Bartók Béla gyűjtötte Tekerőpatakon 1907-ben.
Dallamára énekelhető a 18. zsoltár.

## Kotta és dallam
| Látom a szép eget fölöttünk fényleni, Békesség csillagát rajtunk lengedezni.  | Talán vérmezőben háromszínű zászló, A Seregek Ura legyen oltalmazóm!      | Nem szánom véremet ontani hazámért, Mégis fáj a lelkem az én otthonomért.     |
| A bús harangok is néma hangon szólnak, Mikor indulni kell szegény katonáknak. | Mert még a fecske is, ahol nevelkedik, Búsan énekel, ha indulni kelletik. | Felkötöm a kardot apámért, s anyámért, Megforgatom én a szép magyar hazámért! |